# Kanton Perpignan-2
Kanton Perpignan-2 (fr. Canton de Perpignan-2) je francouzský kanton v departementu Pyrénées-Orientales v regionu Languedoc-Roussillon. Tvoří ho čtvrť Saint-Jacques v centru města Perpignan.